# Cheilotrichia (Empeda) brevifida
Cheilotrichia (Empeda) brevifida is een tweevleugelige uit de familie steltmuggen (Limoniidae). De soort komt voor in het Neotropisch gebied.